# Arctornis melanocraspis
Arctornis melanocraspis är en fjärilsart som beskrevs av George Francis Hampson 1905. Arctornis melanocraspis ingår i släktet Arctornis och familjen tofsspinnare. Inga underarter finns listade i Catalogue of Life.